# Jebel Akhdar
La sierra de Jebel Akhdar (en árabe: الجبل الأخض, que significa la Montaña Verde, y también escrito Jabal Akhdar o Al Jabal Al Akhdar), es un macizo montañoso de 80 kilómetros de largo y 32 kilómetros de ancho, aproximadamente, que forma parte de la cadena de Montañas Al Hayar en Omán.
Jebel Akhdar (incluido el macizo de Jebel Kawr) abarca una superficie de 1135 km² situados por encima de los 1500 m s. n. m., de los cuales, 410 km² están situados por encima de los 2000 m s. n. m., y 30 km² por encima de los 2500 m s. n. m.
La cima más alta de esta sierra, Jabal Shams (la montaña del sol), está situada a 3018 m. Es el punto más alto de Omán y de todo el este de la península arábiga.
Entre 1954 y 1959 este territorio fue el escenario de la guerra de Jebel Akhdar, que enfrentó a las fuerzas omaníes leales al sultán y apoyadas por el Reino Unido, con las fuerzas del imanato de Omán, que contaban con el apoyo de Arabia Saudí. 
Esta zona de montaña fue final de etapa de la prueba ciclista del Tour de Omán en sus ediciones de 2011 y 2012.